# Região Geográfica Imediata de Patos de Minas

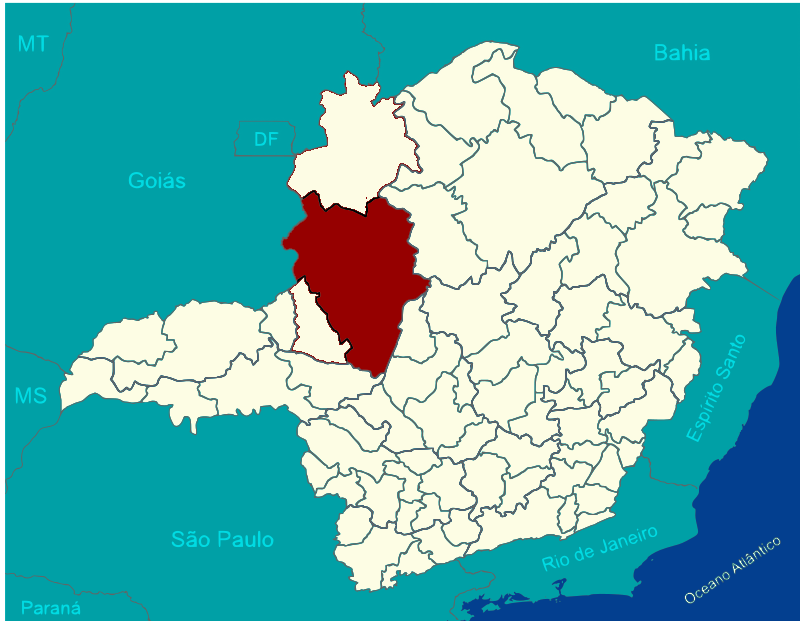
Região Geográfica Imediata de Patos de Minas.

A Região Geográfica Imediata de Patos de Minas é uma das 70 regiões geográficas imediatas do Estado de Minas Gerais, uma das três regiões geográficas imediatas que compõem a Região Geográfica Intermediária de Patos de Minas e uma das 509 regiões geográficas imediatas do Brasil, criadas pelo IBGE em 2017.

## Municípios
É composta por 18 municípios.
- Arapuá
- Brasilândia de Minas
- Carmo do Paranaíba
- Guarda-Mor
- João Pinheiro
- Lagamar
- Lagoa Formosa
- Lagoa Grande
- Matutina
- Paracatu
- Patos de Minas
- Presidente Olegário
- Rio Paranaíba
- São Gonçalo do Abaeté
- São Gotardo
- Tiros
- Varjão de Minas
- Vazante

## Estatísticas
Tem uma população estimada pelo IBGE para 1.º de julho de 2017 de 494 606 habitantes e área total de 45 092,366 km².